# Liste der Biografien/Wolp
Liste der Biografien |
Portal Biografien |
Personensuche
# |
A |
B |
C |
D |
E |
F |
G |
H |
I |
J |
K |
L |
M |
N |
O |
P |
Q |
R |
S |
T |
U |
V |
W |
X |
Y |
Z |
?
 
Wa |
Wc |
Wd |
We |
Wh |
Wi |
Wj |
Wl |
Wn |
Wo |
Wr |
Ws |
Wt |
Wu |
Ww |
Wy |
Wz
 
Woa |
Wob |
Woc |
Wod |
Woe |
Wof |
Wog |
Woh |
Woi |
Woj |
Wok |
Wol |
Wom |
Won |
Woo |
Wop |
Wor |
Wos |
Wot |
Wou |
Wov |
Wow |
Wox |
Woy |
Woz
 
Wola |
Wolb |
Wolc |
Wold |
Wole |
Wolf |
Wolg |
Wolh |
Woli |
Wolj |
Wolk |
Woll |
Wolm |
Woln |
Wolo |
Wolp |
Wolr |
Wols |
Wolt |
Wolv |
Woly |
Wolz
Die Liste der Biografien führt alle Personen auf, die in der deutschsprachigen Wikipedia einen Artikel haben. Dieses ist eine Teilliste mit 38 Einträgen von Personen, deren Namen mit den Buchstaben „Wolp“ beginnt.

## Wolp

### Wolpa
- Wolpaw, Jim, US-amerikanischer Filmregisseur, Filmproduzent, Drehbuchautor und Independent-Filmemacher

### Wolpe
- Wolpe, Berthold (1905–1989), deutscher Typograf und Lehrer
- Wolpe, Dave (* 1936), US-amerikanischer Jazzmusiker und Arrangeur
- Wolpe, Harold (1926–1996), südafrikanischer Rechtsanwalt, Soziologe, Volkswirtschaftler und Anti-Apartheid-Aktivist
- Wolpe, Howard (1939–2011), US-amerikanischer Politiker
- Wolpe, Joseph (1915–1997), südafrikanisch-US-amerikanischer Psychiater und Psychotherapeut
- Wölpe, Otto von (1258–1307), Dompropst von Minden und Graf der Grafschaft Wölpe
- Wolpe, Stefan (1902–1972), US-amerikanischer Komponist deutscher HerkunftStefan Wolpe (1902–1972)

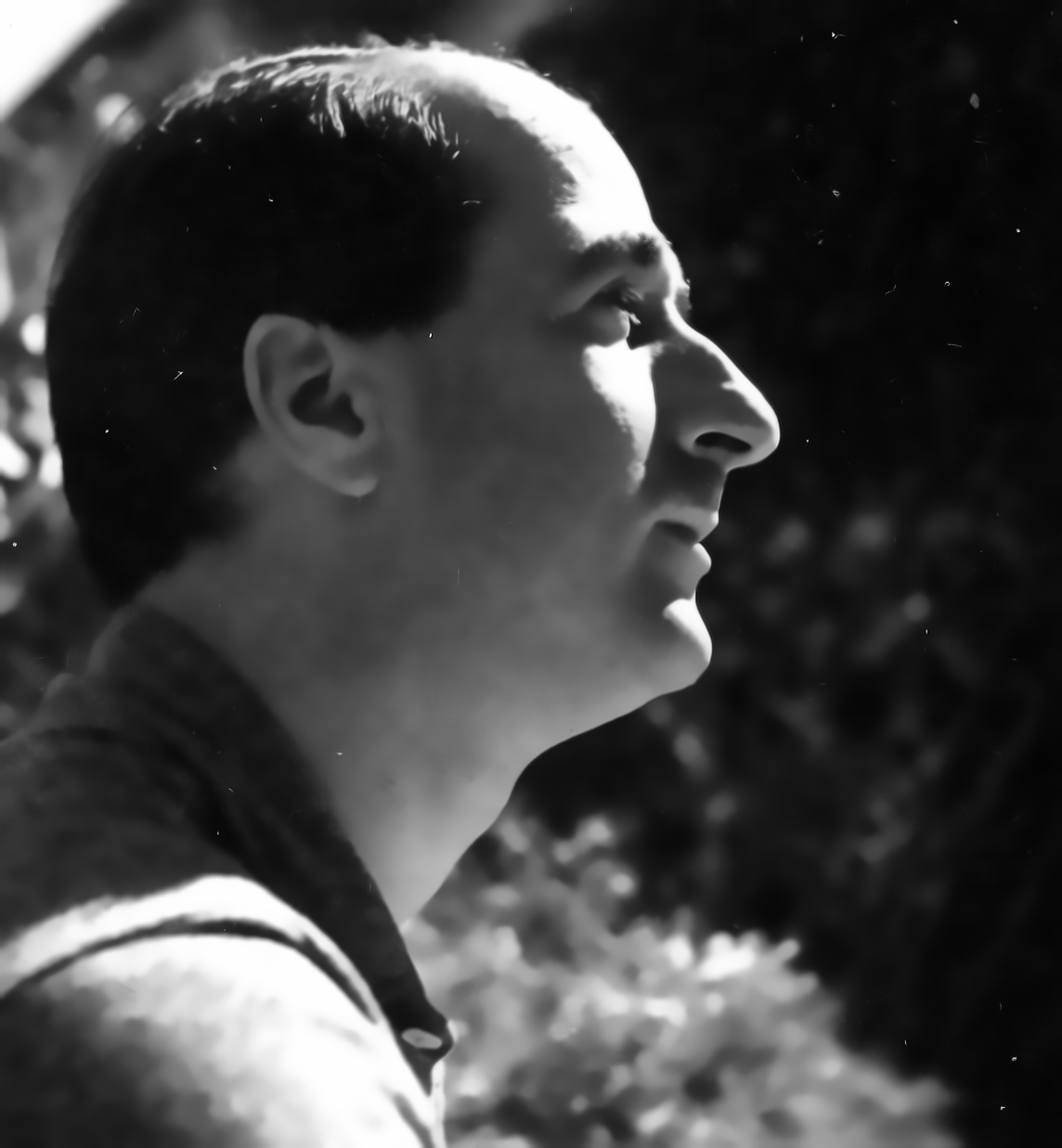
Stefan Wolpe (1902–1972)

- Wolper, August Friedrich (1795–1832), deutscher Autor
- Wolper, David L. (1928–2010), US-amerikanischer Filmproduzent
- Wolper, Pierre (* 1955), belgischer Informatiker
- Wolperding, Friedrich Ernst (1815–1888), deutscher Landschaftsmaler
- Wolpers, Carl (1875–1962), deutscher Notar
- Wolpers, Constanze (* 1986), deutsche Regisseurin
- Wolpers, Eduard (1900–1976), deutscher Fußballspieler
- Wolpers, Georg (1865–1948), katholischer Historiker und Heimatforscher
- Wolpers, Godehard (* 1967), deutscher Fernsehproduzent
- Wolpers, Theodor (1925–2022), deutscher Anglist und Literaturwissenschaftler
- Wolpert, Adalbert (1897–1968), deutscher Bürgermeister
- Wolpert, Daniel (* 1963), britischer Neurowissenschaftler
- Wolpert, Eugen M. (1938–2001), deutscher Psychiater und Autor
- Wölpert, Hans (1898–1957), deutscher Gewichtheber
- Wolpert, Leo (1884–1961), deutscher Geistlicher und Schriftsteller
- Wolpert, Lewis (1929–2021), südafrikanischer Entwicklungsbiologe und Autor
- Wolpert, Ludwig Yehuda (1900–1981), deutsch-US-amerikanisch-israelischer Bildhauer
- Wolpert, Miranda (* 1962), britische Klinische Psychologin und Hochschullehrerin
- Wolpert, Scott (* 1950), US-amerikanischer Mathematiker
- Wolpert, Veit (* 1960), deutscher Politiker (FDP), MdL

### Wolph
- Wolph, Axel (* 1979), österreichischer Musiker und Songwriter

### Wolpi
- Wolpin, Mark Jefimowitsch (1923–1996), sowjetisch-russischer Chemiker
- Wolpin, Michail Dawydowitsch (1902–1988), sowjetischer Drehbuchautor und Liedtexter

### Wolpl
- Wölpl, Peter (* 1962), deutscher FusiongitarristPeter Wölpl (* 1962)

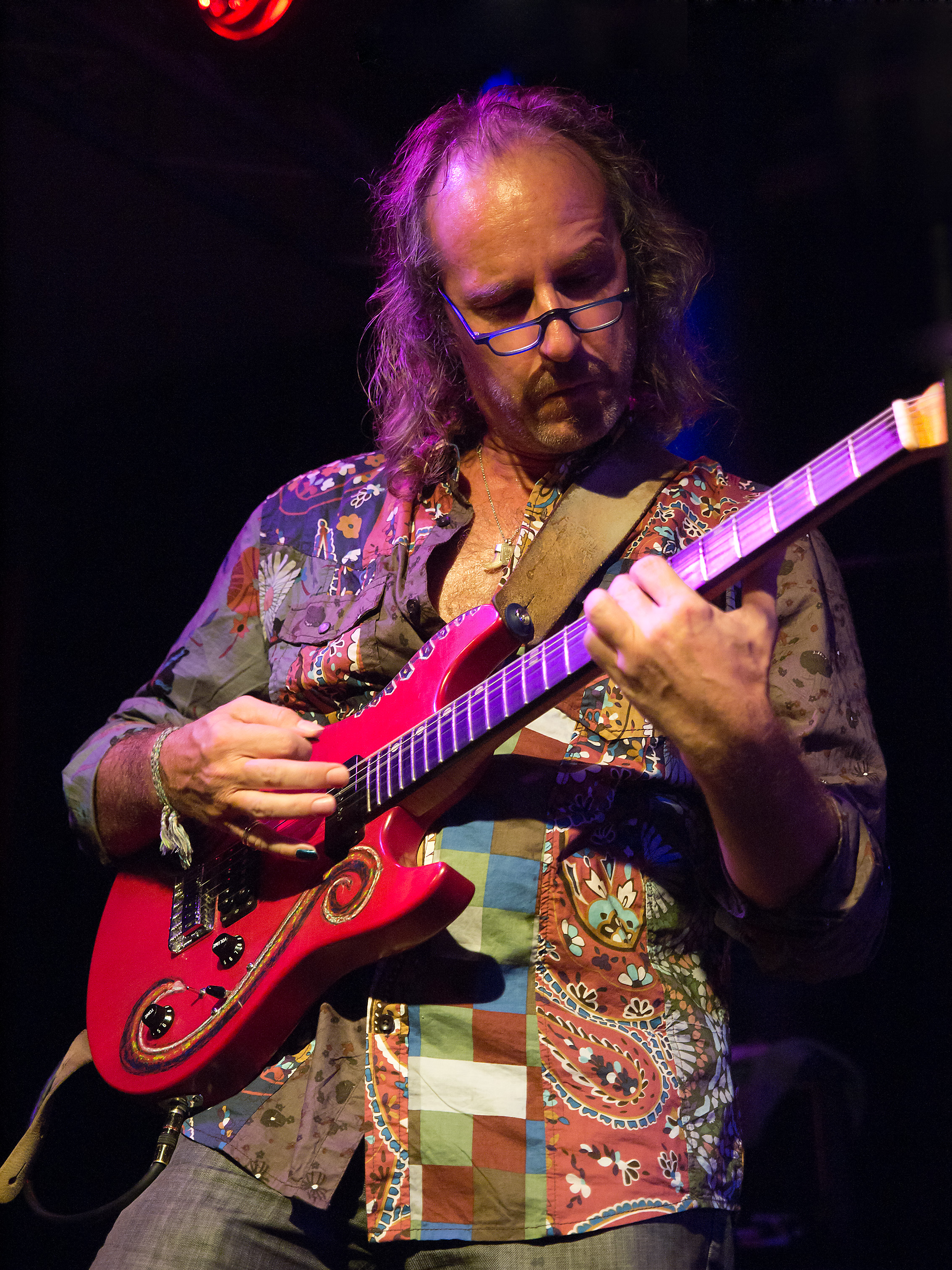
Peter Wölpl (* 1962)

### Wolpm
- Wolpmann, Carl Heinrich (1851–1908), preußischer Oberst und Kommandeur des Landwehrbezirks Düsseldorf
- Wolpmann, Catharine (* 1603), Opfer der Hexenverfolgung
- Wolpmann, Emil (1848–1906), deutscher Kaufmann und Senator in Lübeck

### Wolpo
- Wolpo, Shalom Dov (* 1948), israelischer Publizist und Politiker
- Wolpoff, Milford H. (* 1942), US-amerikanischer Paläoanthropologe

### Wolpp
- Wölpper, Johann David (1671–1741), deutscher Handelsmann und Bürgermeister